# علي يعقوب الدوسري
علي يعقوب الدوسري الشهير باسم علاية (4 أكتوبر 1988) لاعب كرة قدم بحريني يلعب حاليا لصالح نادي الدرجة الأولى النجمة البحريني في مركز الوسط الأيمن من 2015 كما يجيد اللعب في مركز الجناح الأيمن.